# ترک مویی

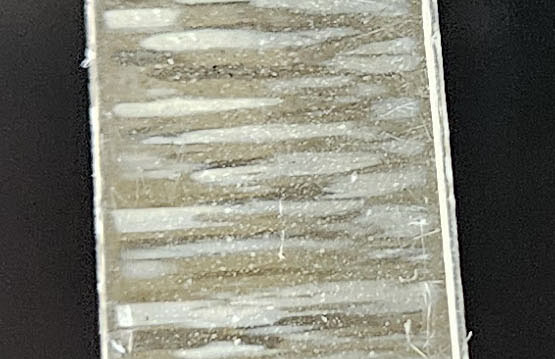
ترک‌های مویی در پلی استایرن

ترک مویی (به انگلیسی: Crazing) یک مکانیزم تسلیم در پلیمر‌ها است. ویژگی این مکانیزم تشکیل شبکه‌ای از ریز حفره‌ها و تارهای ظریف است. این نوع شبکه‌ها (شناخته شده به عنوان crazes)اغلب ساختاری خطی دارند و قبل از شکستگی ایجاد می‌شوند.
تفاوت اصلی بین ترک‌ها و crazes (ترک‌های مویی) این است که crazes حاوی فیبرهای پلیمری هستند (با قطری به طول ۵ تا ۳۰ نانومتر). ۵۰ درصد حجم این ترک‌های مویی را این فیبرها تشکیل می‌دهند، در حالی که ترک‌های عادی اینگونه نیستند. برخلاف ترک‌های عادی، ترک‌های مویی می‌توانند بار را در دو سمت خود از طریق این تارهای فیبری منتقل کنند.
ترک‌های مویی اغلب هنگام اعمال تنش‌های کششی آغاز می‌شوند که باعث می‌شود ریزحفره‌هایی در نقاطی با تراکم تنشی زیاد در پلیمر، (برای مثال نقاط شامل خراش، نقص، ذرات گرد و غبار و ناهمگنی‌های مولکولی)
ترک‌های مویی به نسبت تنش اصلی (کششی) رشد می‌کنند، در صورتی که شرایط به شکست زودهنگام منجر نشود ممکن است که طول آنها به سانتی‌متر و ضخامت آن‌ها حتی به میلی‌متر برسد.
ضریب شکست شیارها کمتر از اطراف است و باعث پراکندگی نور می‌شود. در نتیجه تنش با چگالی بالا می‌تواند به «استرس-سفیدشوندگی» (به معنی کدر و سفید شدن در اثر تنش) منجر شود زیرا که پراکندگی اغلب به کدر شدن یک ماده شفاف می‌انجامد.
Crazing پدیده است که اغلب برای پلیمرهای آمورف شیشه ای اتفاق می‌افتد. این پدیده ممکن است در پلیمرهای نیمه بلوری هم دیده شود، در این موارد اگر فرسودگی اتفاق بیفتد اغلب به دلیل تعامل ذرات فاز دوم است (مکانیزم سفت شوندگی).

## پیشینه
اصطلاح Crazing از اصطلاح "crasen"مربوط به دوره انگلیس میانه گرفته شده است. این اصطلاح در طول این دوره تاریخی در توصیف شبکه ای از ترک‌های ظریف در سطوح شیشه‌ها و سرامیک‌ها استفاده می‌شده است. این عبارت در توصیف شبکه ای از ترک‌های ظریف در سطوح شیشه‌ها و سرامیک‌ها استفاده می‌شده است. سپس این اصطلاح در توصیف پدیده مشابه در پلیمرهای شفاف نیز مورد استفاده قرار گرفت. این پلیمرها تحت تنش کششی، اکثراً به آرامی یا در طول مدت زمان طولانی بر روی سطح خود ترک‌هایی ایجاد می‌کنند. این ترک‌های ریز به دلیل توانایی انتشار بار در نمونه بدون شکست مورد توجه قرار گرفتند.
ترک‌های مویی اولین بار در اواسط قرن بیستم به عنوان یک مکانیزم متمایز تغییر شکل شناسایی شدند که برخلاف شیشه‌های معدنی، اکثر پلیمرهای شیشه ای قادر به تغییر شکل پلاستیکی قابل توجهی قبل از وقوع شکستگی بودند مشاهدات اولیه به خراش‌هایی اشاره می‌کند که در نمونه منتشر می‌شوند اما باعث شکستگی فوری و لحظه ای نمی‌شود. این موضوع نشان دهنده ظرفیت آنها در تحمل بار بوده و دیدگاه‌هایی جدید را در زمینه ماهیت ترک‌های مویی ایجاد کرد و ظاهر و رفتار آن هارا در هنگام تحمل تنش توصیف کرده است.
پیشرفت‌های قابل توجه در دهه‌های ۱۹۶۰و ۱۹۷۰ به درک بهتر ترک‌های مویی انجامید که شکل‌گیری و ساختار خراش در پلیمرهای مختلف و شرایط تنش لازم برای تشکیل ترک مویی در پلیمرها را نشان داد. محققان نشان دادند که ترک‌های مویی عمود بر تنش اصلی (کششی) رشد می‌کنند. آن‌ها سطوح استرس بحرانی مورد نیاز برای شروع ترک هارا یافتند.

## مکانیسم‌ها

### تشکیل هسته و رشد
اغلب فاصله زمانی بین اعمال تنش و ظاهر شدن ترک‌های مویی وجود دارد. این موضوع نشان دهنده این است که مانعی برای تشکیل هسته ترک‌های مویی وجود دارد. تأخیر زمانی بین اعمال تنش و تشکیل هسته را می‌توان ناشی از ماهیت ویسکوالاستیک دانست. طبق ویژگی‌های این مواد، این تأخیر ناشی از حرکات فعال گرمایی بخش‌های پلیمری تخت تنش مکانیکی است. Crazing شامل یک کرنش پلاستیکی موضعی یا ناهمگن از مواد است. اما باید در نظر گرفت با وجود اینکه تغییر شکل ثابت پلاستیک اساساً در حجم ثابت رخ می‌دهد، Crazing یک فرایند حفره زایی است که با افزایش حجم اتفاق می‌افتد. شروع Crazing معمولاً مستلزم وجود یک جز اتساعی از تانسور تنش است و برای مهار آن می‌توان از اعمال فشار هیدرواستاتیکی استفاده کرد.

نمودار، مکانیسم پیشرفت ابتدای ترک از طریق ناپایداری مینیسک را نشان می‌دهد.

ترک‌های مویی در سطوحی با حداکثر استرس اصلی رشد می‌کنند.فیبرل‌های ترک‌های مویی می‌توانند نیروی کششی قابل توجهی را در سراسر نمونه تحمل کنند اما نمی‌توانند نیروی‌های برشی را تحمل کنند، در نتیجه بالاترین مقاومت پلاستیکی زمانی به دست می‌آید که تا حد امکان تنش طبیعی را در جهت مناسب فیبرل‌ها قرار دهیم. مفهوم بی‌ثباتی مینیسک تیبور دربارهٔ رشد ترک‌های مویی توضیح می‌دهد.
این پدیده معمولاً هنگام جداکردن دو صفحه مسطح که بینشان مایع است یا هنگام جدا کردن نوارچسب از یک بستر مشاهده می‌شود.

### شکستگی ترک‌های مویی

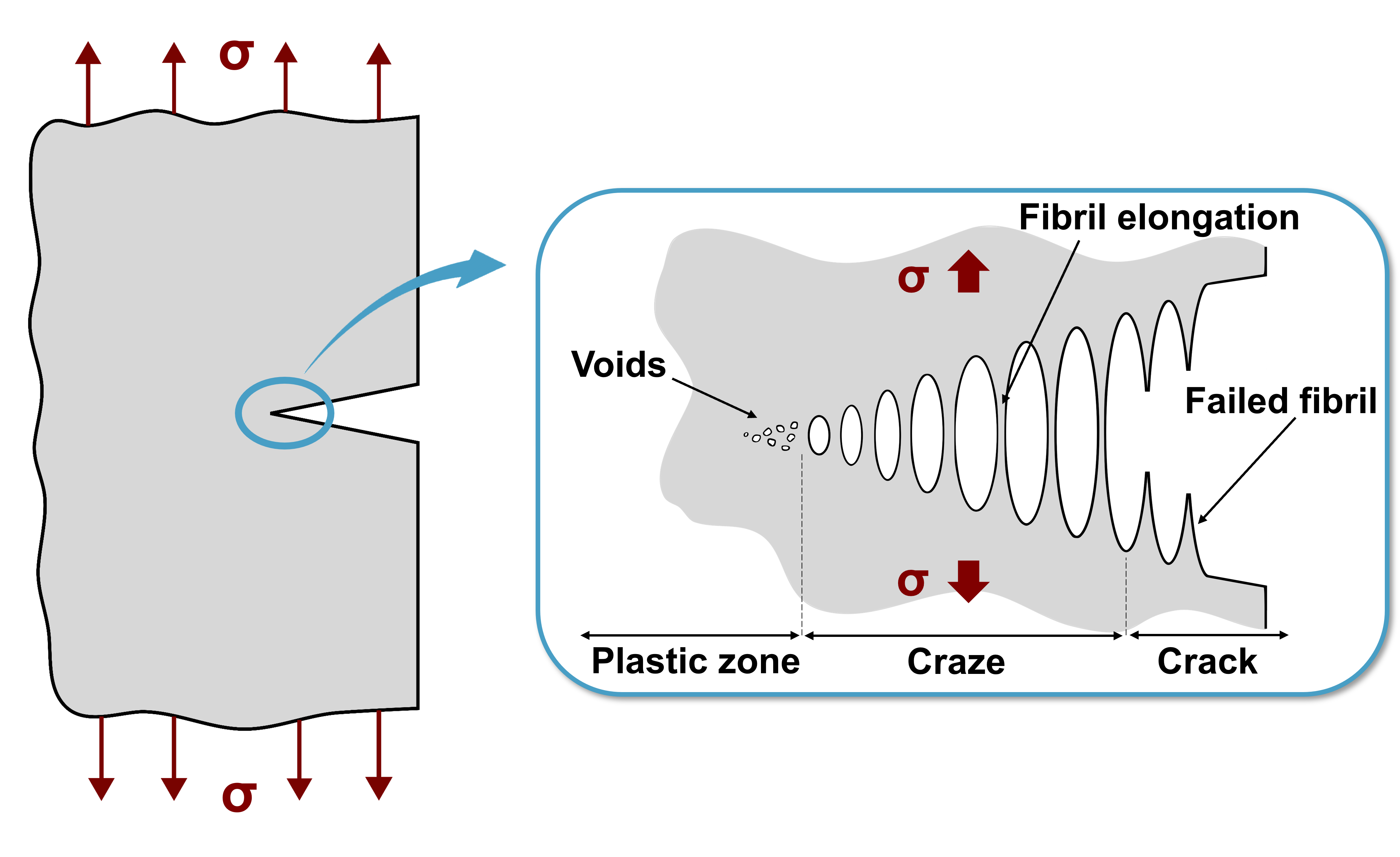
این تصویر شکل‌گیری، رشد و شکست در یک پلیمر را تحت تنش کششی نشان می‌دهد. بخش سمت چپ یک نمونه پلیمری را تحت تنش به تصویر می‌کشد، در حالی که بخش سمت راست نمای دقیقی از ایجاد ترک در نوک ترک ارائه می‌دهد.

ترک‌های پلیمری معمولاً قابلیت تحمل بار را دارند و هم از نظر عرضی و هم از نظر مساحتی افزایش میابند. این اتفاق تا زمانی که ناحیه ای در داخل ترک شکسته شود و فضایی خالی بزرگ را تشکیل دهد ادامه میابد. با وارد کردن یک استرس بزرگ‌تر یا هنگام گذر زمان این شکستگی می‌تواند به یک ریزترک بحرانی تبدیل شود. این ریز ترک می‌تواند به آرامی رشد کند و هنگامی که به طول بحرانی رسید، باعث شکستن نمونه شود. برای پلیمرهایی با وزن مولکولی عملی، برای شکست رشد ترک لازم است، اما کافی نیست. مرحله مهم در شکستگی پلیمری شیشه ای، شروع اولین فضای خالی یا شیار بزرگ است. این فرایند، که به عنوان شکست فیبریل در ترک مویی شناخته می‌شود. ارتباط نزدیکی با ناحیه فعال و رشد ترک مویی نیز دارد. شکستن به تدریج شروع می‌شود و حفره‌ها به هم می‌پیوندند تا حفره ای برابر با ضخامت خود ترک مویی ایجاد شود. شکست تار مویی که منجر به گسترش ترک عادی می‌شود، بسیار برای فرایند شکست مهم است. با این حال، با وجود مدل‌های زیادی که پیشنهاد شده است، موضوع بحث در میان کارشناسان باقی مانده است.
با توجه به مکانیک شکست الاستیک خطی(LEFM)، ترک زمانی منتظر می‌شود که ضریب شدت تنش به مقدار بحرانی برسد. این رویکرد امکان پیش‌بینی رشد ترک و ارزیابی مقاومت مواد در برابر شکست را در شرایط مختلف بارگذاری فراهم می‌کند.

### تسلیم برشی و ترک‌های مویی

نقطه تسلیم یک ماده نشان دهنده حداکثر تنشی است که می‌تواند بدون ایجاد کرنش دائمی پس از برداشتن بار تحمل کند. هنگام تجزیه و تحلیل رفتار تسلیم پلیمرها، تمایز بین تسلیم برشی و تسلیم در ترک‌های مویی به دلیل ویژگی‌های ریز ساختاری متمایز آنها بسیار مهم است. تسلیم برشی شامل جریان برشی مواد با عدم یا حداقل مقدار تغییر در چگالی است. در مقابل تسلیم ترک‌های مویی، بسیار موضعی است و رفتارهای ماکروسکوپی برشی و تسلیم ترک‌های مویی به‌طور قابل توجهی متفاوت است.